# Базиліка Святого Франциска Ассізького (Краків)

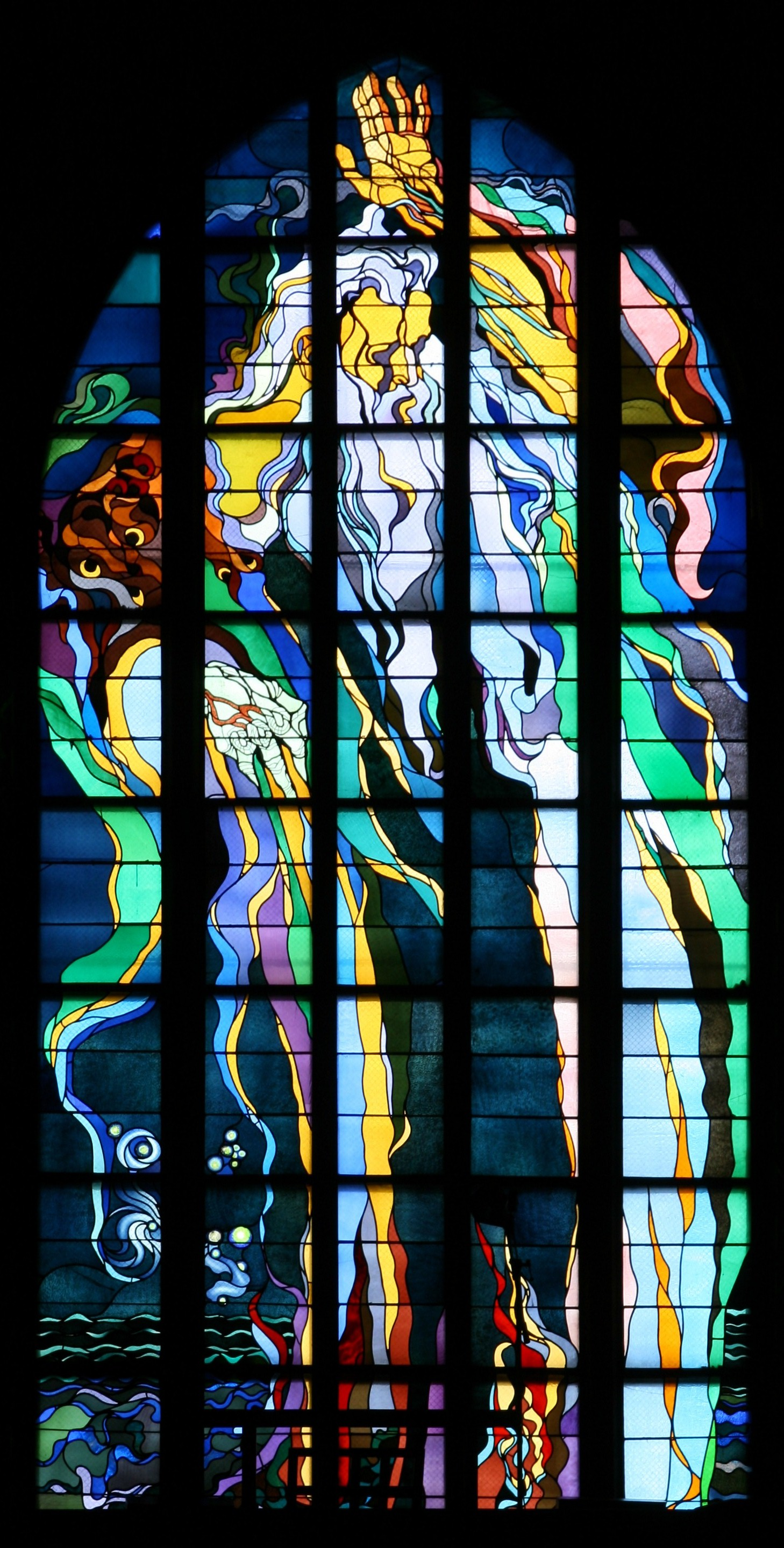
Вітраж Бог Отець Станіслава Виспянского

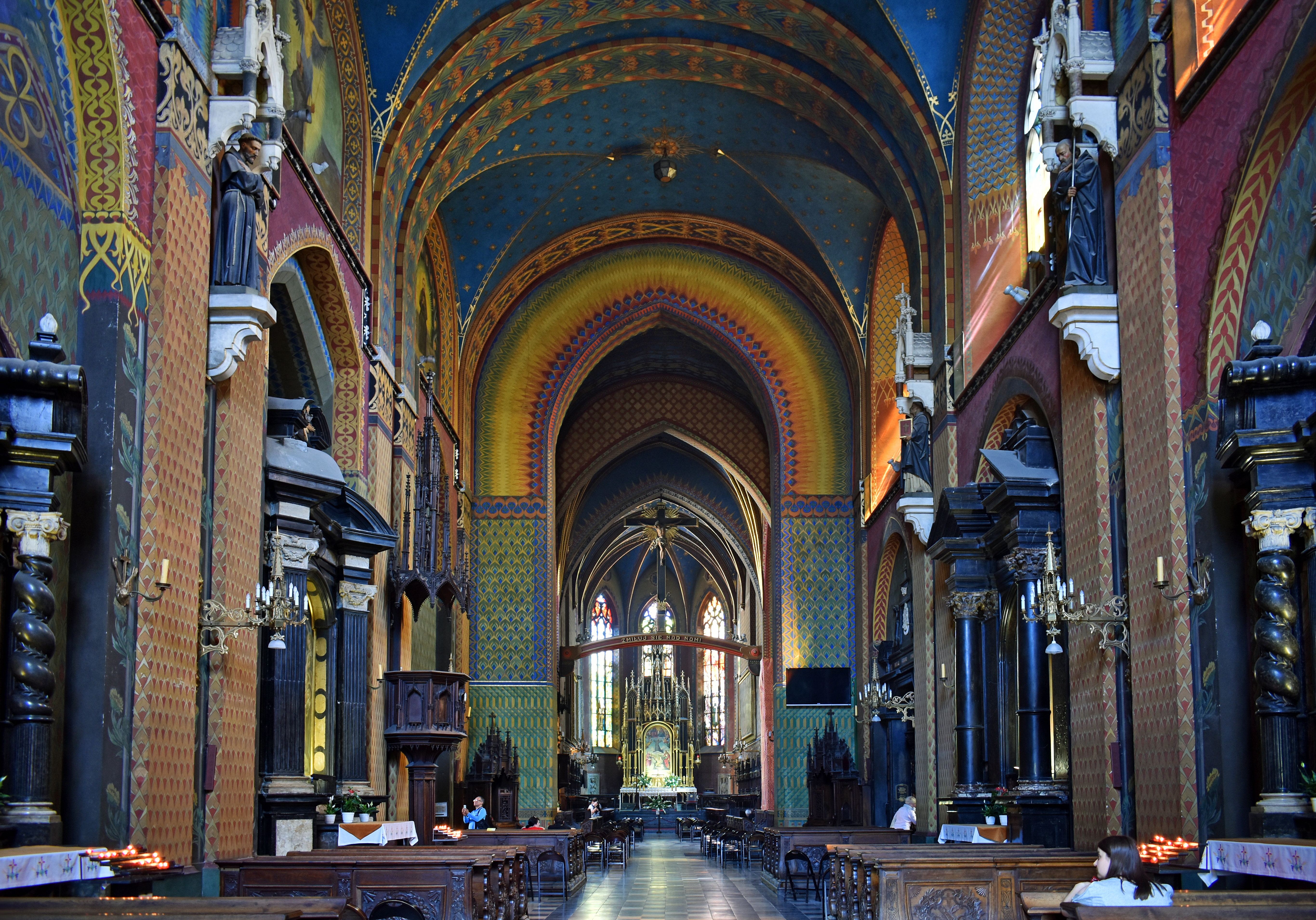
Інтер'єр костела

Костел св. Франциска Ассізького (пол. Bazylika św. Franciszka z Asyżu) і прилеглий до нього францисканський монастир — сакральний комплекс, розташований в Кракові на розі площі Усіх Святих і вулиці Францисканської. Костел, який одним з перших у Кракові, був відзначений 23 лютого 1920 р. титулом малої базиліки. Потрійний санктуарій: Матері Божої Скорботної, Блаженої Саломеї (з династії П'ястів) і Блаженої Аніели Салави.
Костел внесений в реєстр пам'яток Малопольського воєводства (№ A-22 від 02.06.1934).

## Історія
У 1236 або 1237 році Князь Генрік Побожний привів францисканців з Праги. Засновником костелу був князь Болеслав V Сором'язливий, котрий був похований тут зі своєю сестрою, Блаженною Саломеєю. Тут також були поховані сини Владислава Локетека (Стефан і Владислав).
Первісно костел, ймовірно, був побудований на плані грецького хреста (рівнораменного) з вежею на перетині нав. Будівля була збудована з цегли (з додаванням кам'яних деталей). Приблизно 1260—1270 років до нього було додано ризницю. У 1269 році церква була освячена під іменем святого Франциска Ассізького. У першій половині XV ст. костел був значно розширений: пресбітерій (1401 р.) був продовжений двома прольотами і закритий тристоронньою апсидою, після чого корпус костелу було перебудовано (1420—36 роки), поставивши двонавну асиметричну залу. Нави були з'єднані аркадами. Вужча північна нава назвали каплицею Божого Тіла (тепер це каплиця Страстей Господніх). Біля північної стіни розширеного пресвітерія була зведена каплиця гільдії теслярів і каменярів (з 1673 року під іменем Блаженої Саломії). Розширений храм був освячений знову у 1436 році кардиналом Збігнєвим Олесьницьким. У 1462 році костел був спалений вогнем, у 1465 році вежа завалилася, а у 1476 році стався чергова пожежа. У 1563 році перед входом до церкви з боку виходу вул. Брацької була збудована вежа-дзвіниця. Це була обширна будівля, досить висока, зроблена з каменю та цегли, встановлена на плані квадрату, дзвіниця в нижній частині мала чотири брами, з яких північна виходила на вул. Брацька, південна вела до костелу, а східна і західна вели до прикостельного кладовища. Над склепінчастими переходами, на другому поверсі вежі, є чотири великих вікна (по одному на кожній з чотирьох стін). У одному з вікон був вивішений невеликий дзвін «за вмираючих». Третій поверх мав також чотири вікна, а крім того — з боку вул. Брацької — розташована залізна веранда (пофарбована і позолочена), призначена для оркестру, що грає під час різних урочистостей. На цьому рівні дзвіниці також знаходився величезний костельний дзвін, на розхитання котрого треба було аж чотири людини. Верх башти був прикрашений куполоподібним шатром, покритим мідним листом. Це було зроблено зусиллям отця Модеста Вибрановського, опікуна монастиря, в 1645 році. (Дзвіниця була знесена в 1816 році). У 1655 році костел знову був спалений. Відбудовано його, розділивши інтер'єр на головну наву і каплицю (тепер Страсті Господні). Інтер'єри було відтворено в стилі бароко. У 1816 році була зруйнована стіна навколо колишнього цвинтаря церковного подвір'я . Найбільше нещастя для церкви становила пожежа у 1850 році. Значна частина храму була спалена. Відразу ж після пожежі приступили до реставрації костела. Займались цим Теофіл Жебравський та Антоній Стахеський, під керівництвом Кароля Кремера. Наприкінці XIX століття Владислав Екельський (у пресбітерії) та Кароль Кнаус (у головній наві) провели реставраційні роботи.
Назва базилиці була надана завдяки зусиллям Маріана Соболевського .
Костел розташований на трасі Малопольського шляху святого Якова від Сандомежа до Тинця.

## Будівля
У своїй нинішній формі францисканська церква — це цегляна будівля. Вона складається з пресбітерія , трансепта і нави, а також 3 каплиць.

## Інтер'єр

### Пресбітерій
Головний вівтар зробив Едуард і Зигмунт Штехлік у 1861 році (фундація Зофії Потоцької). У вівтарі є картина Герхарда Флаца з третьої чверті XIX століття Глорія Святого Франциска . Між місцями і вівтарною балюстрадою розміщена плита, виготовлена в 1871 році за проектом Яна Матейка, що показує силует князя Болеслава Сором'язливого. У вікнах 5 вітражів, виконаних за проектом Станіслава Виспянського, на котрих показано елементи і фігури святого Франциска і Блаженої Саломії. На стінах — поліхромії Виспянського (у тому числі 4 фігурні: праворуч: Богоматір з дитиною, а також Карітас , ліворуч Святий Михайло Архангел і Страта бунтівних ангелів) і картини Владислава Россовського, що демонструють епізоди з історії францисканців. Неоготичні місця біля стін, а на підлозі латунна плита над склепом, в якому у 1269—1630 роках спочивала труна з тілом Блаженої Саломеї .

### Головна Нава
На стінах головної нави є поліхроми Тадеуша Попеля (у тому числі чотири фігурні на північній стіні, що зображують сцени з життя святого Франциска: Молитва біля підніжжя хреста , Стигматизація , Смерть святого Франциска і Небесна слава святого Франциска), а також картини Владислава Россовського, які показують релігійні обітниці Кінги і Йоланти і хрещення Литви. Між пілястрами, на консолях статуї Святого Василя, Святого Августина, Святого Бенедикта, Святого Домініка і Святого Франциска, скульптор Станіслав Войцік. Там розташовані також пізньобарокові вівтарі, перенесені з зруйнованого Костела святого Михайла (два з них, найвірогідніше, спроектовано Францішеком Плачіді). У західному вікні, над хорами, у 1904 році розміщений вітраж Виспянського, Бог-Отець — Встань.

### Трансепт
Після пожежі в 1850 року відбудовано хрещате склепіння. Поліхроми авторства С. Висп'янського. У північній частині трансепта, епітафія Петра Кохановського (авторства Оскара Сосновського), у південній частині епітафії Вікентія Поля, бюст Яна Кохановського і барокове розп'яття з XVII століття.

## Згадки
У костелі, через епітафії, також були вшановані францисканці: о. Самуель Райсс, o. Маріан Соболевський.

### Катакомби
У червні 2015 року група дослідників Асоціації збереження пам'ятників «SAKWA» разом з археологами виявила раніше невідомі склепи під каплицею Страстей Христових. Георадарні вимірювання показали існування порожніх просторів під підлогою, що було підтверджено хорошими якісними записами, зробленими за допомогою ендоскопічної камери, введеної через отвори в підлозі. Дослідники нарахували близько двадцяти металевих і дерев'яних трун з шпильками в дуже хорошому стані. Георадарні дослідження свідчать, що під криптами може бути другий, навіть нижчий рівень.

## Каплиці

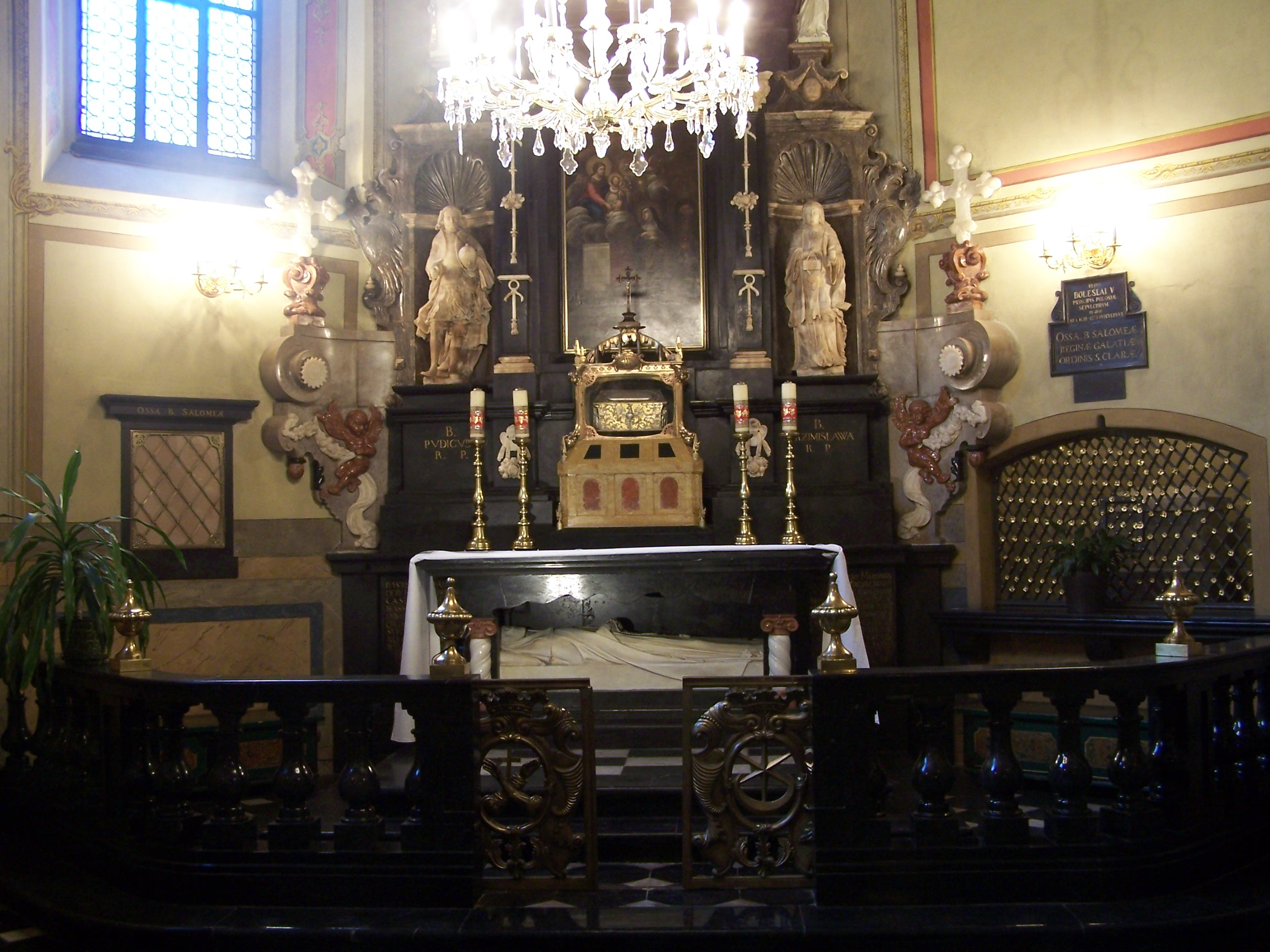
Каплиця Блаженої Саломії.
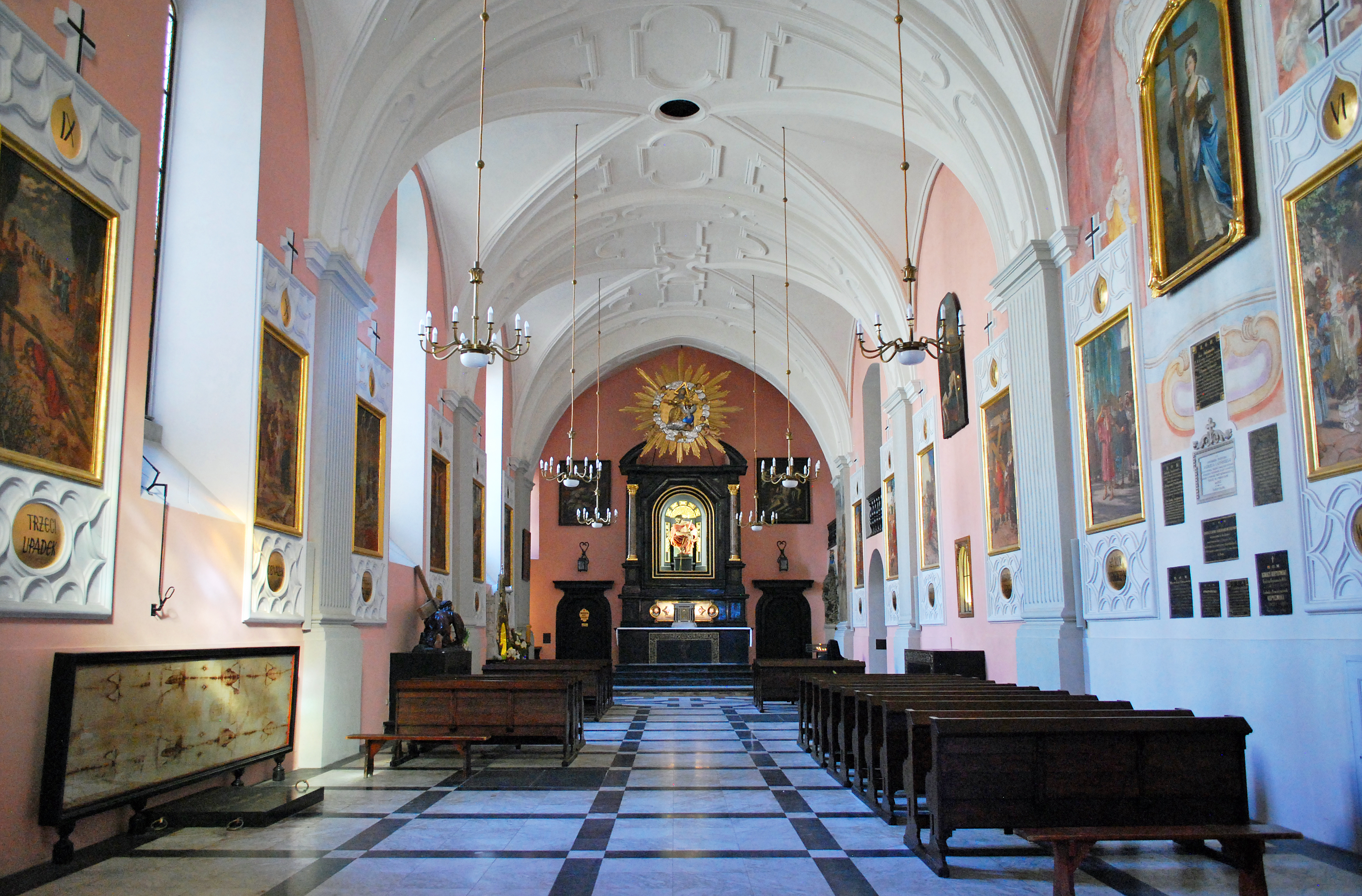
Каплиця Страстей Господніх.
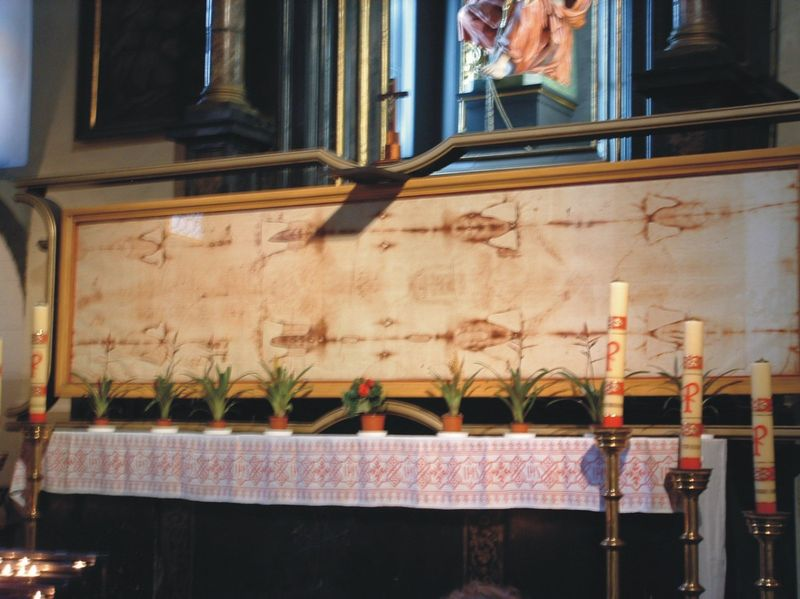
Репліка плащаниці.
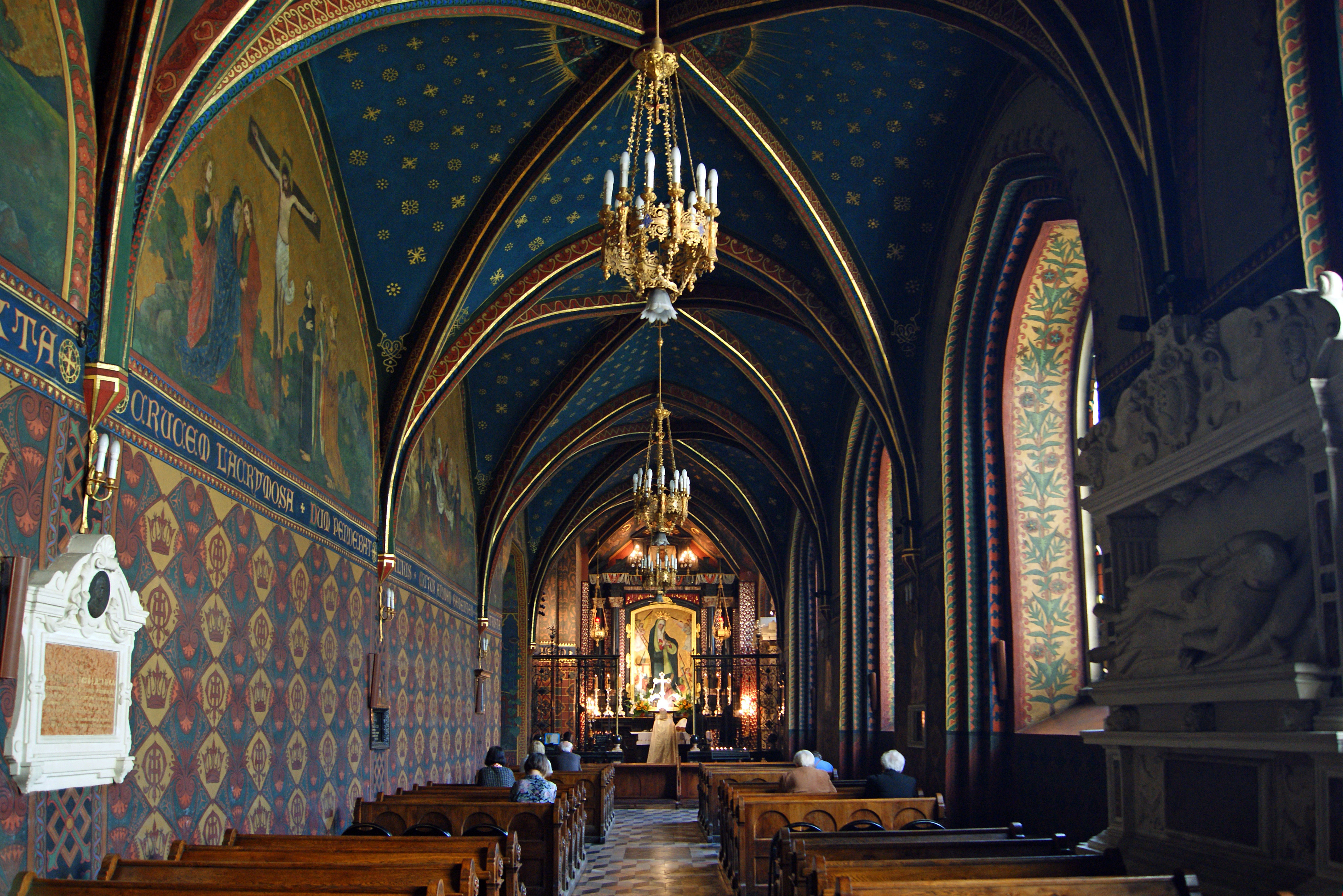
Каплиця Божої Матері.

### Благословенна Саломея
У каплиці Блаженної Саломеї (до 1673 року називалась Цезельська каплиця) є залишки благословенної. У другій половині XVII століття тут був збудований новий мармуровий і алебастровий вівтар зі статуями, між іншим князя Болеслава V Сором'язливого і його мати княгині Гржиміслави, також картина, що зображує видіння Блаженої Саломії. У ниші, поряд з вівтарем, знаходиться скринька з кістками принца Болеслава V Сором'язливого. На стінах поліхромії, зроблені Юзефом Микульським і Францішеком Гурським наприкінці XIX століття.

### Страсті Господні
У бароковому вівтарі з 2-ї половини XVII століття розміщена статуя Христа Скорботного. На стінах зображено 14 картин, на яких зображені станції Страстей Господніх — роботи Юзефа Мехоффера, виконані у 1933—1946 роках. Ліворуч — пам'ятник (релікварій) Блаженої Аніелі Салави авторства Чеслава Джвігая і велика барокова скульптура, яка показує Христа, що падає під хрестом. З правого боку в виїмці фігурка Христа Замисленого з початку XVI століття. У каплиці репліка Туринської плащаниці в натуральну величину освячена Іоанном Павлом II . Сучасне вітражне скло авторства Лукаша Карвовського над хорами, а під хорами вітражі Терези Станкевич. На парапеті хору розміщена скульптура глави єпископа Марціна Шішковського .

### Мати Божа Скорботна
Каплиця була відокремлена в 1879 році від північного плеча монастирських галерей. Авторами поліхромії на його стінах (кінець XIX ст.) Є Петро Нізинський і Стефан Матейко, які працювали під керівництвом Владислава Лушчкевича . У бароковому вівтарі другої половини XVII століття існує чудотворний образ Божої Матері . Образ Божої Матері, котрий також називають «Скорботною Добродійкою» , багато століть шанувався народом Кракова, а костел є її святилищем (санктуаріум). Образ був коронований кардиналом Яном Пузиною у 1908 році. У XV столітті на його місці розміщувався інший образ, також відомий своїми чудесами. У кінці вівтаря є невеликий образ Віракон з XVII століття, яка показує хустку Святої Вероніки з відображеним обличчям Христа, котрий страждає в терновому вінці. У каплиці знаходяться також два маньєристичних надгробка лікарів Івана Хрестителя Джемми та Яна Рошковича.

## Монастир
Монастир примикає до францисканської базиліки; в його клуатрі — галерея портретів краківських єпископів. Перед костелом розміщена статуя кардинала Адама Стефана Сапеги (скульптор Август Замойський, встановлена у 1976 році). З 1595 року біля монастиря працює архієпископство Страстей Господніх, а поблизу розмістилась Вища францисканська семінарія (OFMConv) .

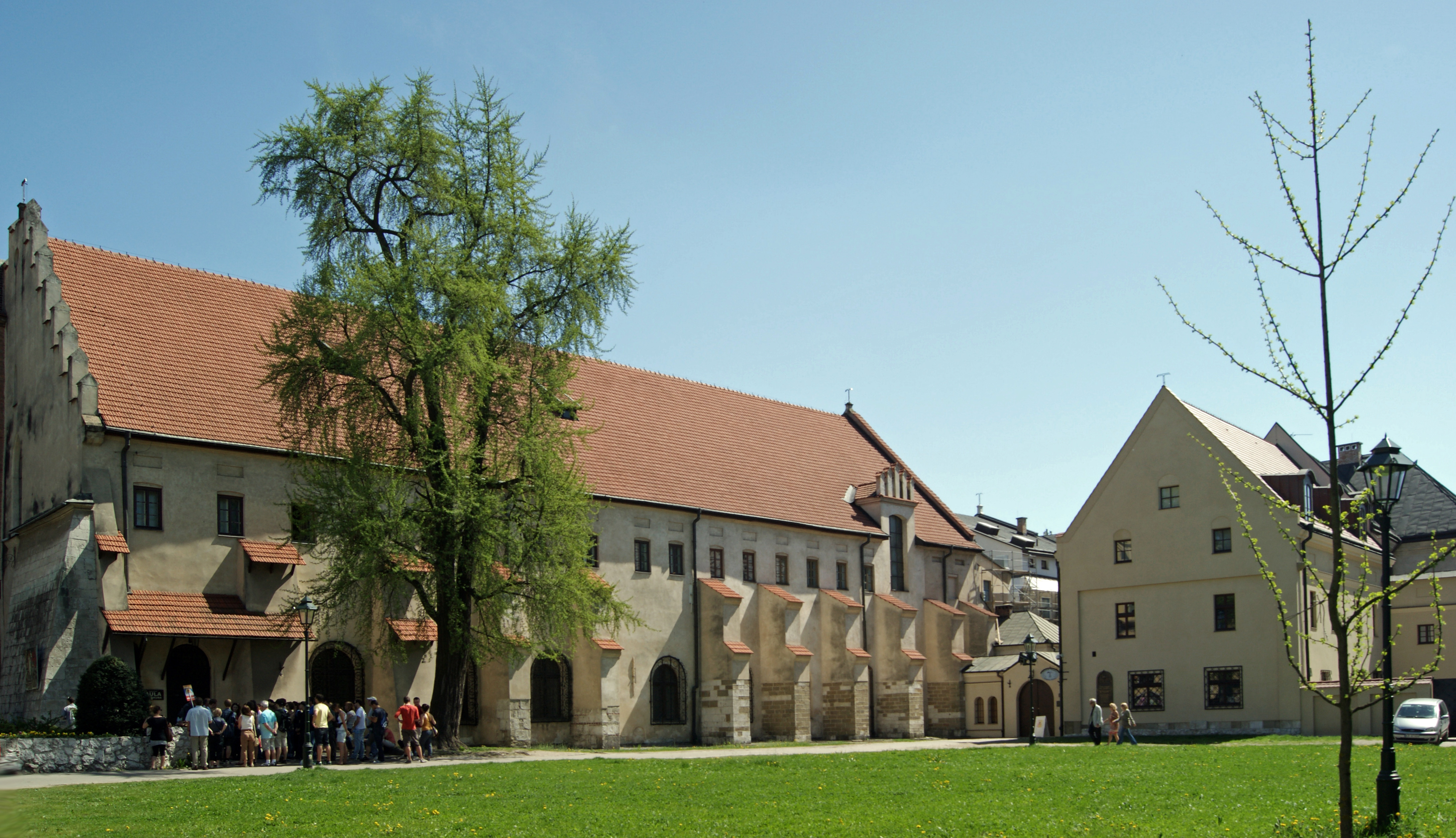
Монастир отців Францисканців
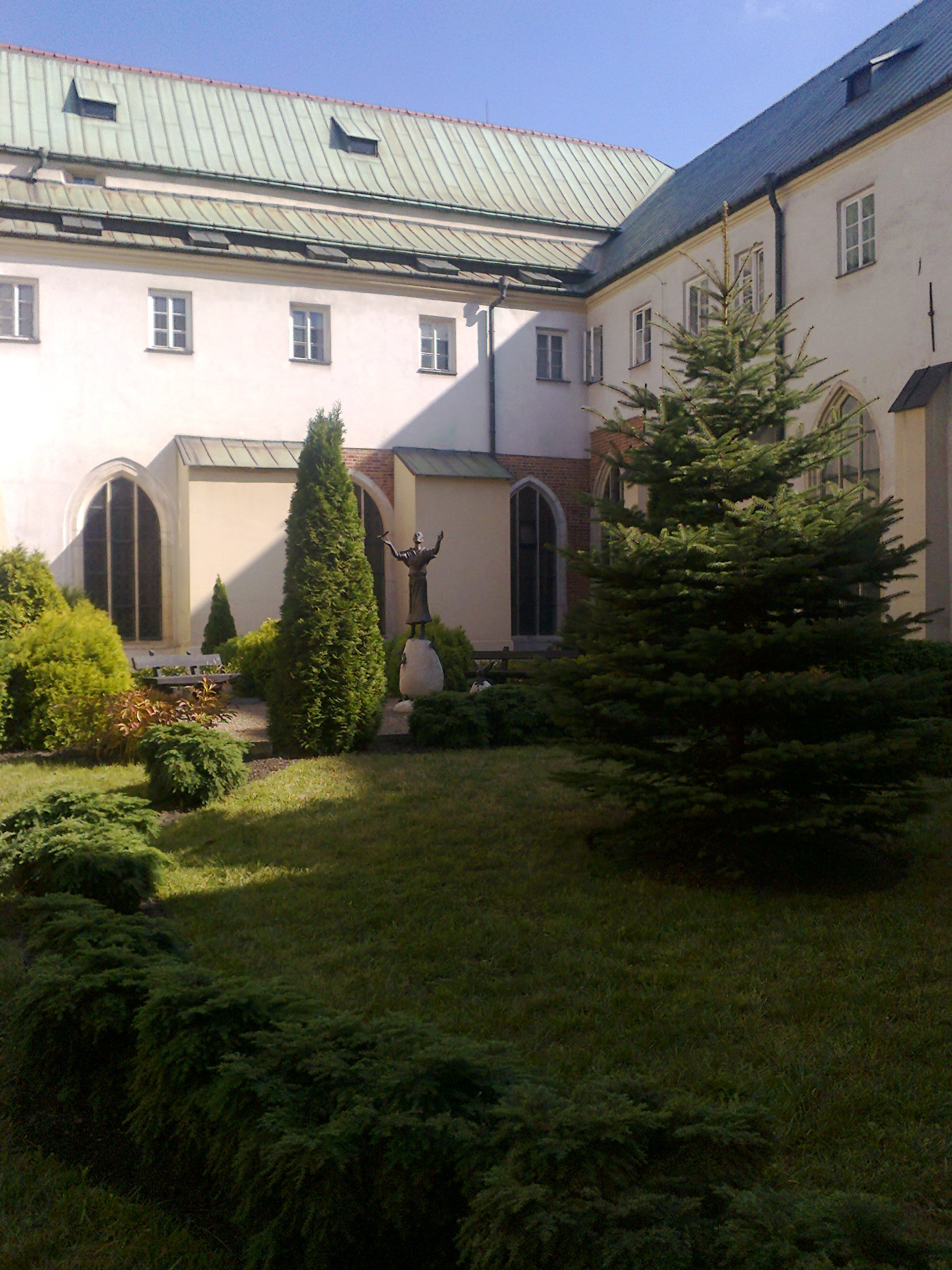
Патіо.
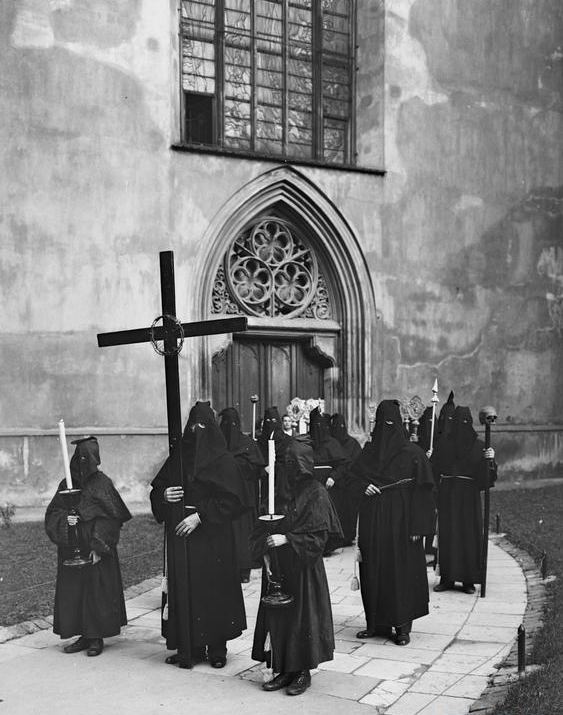
Процесія Братства Страстей Христових .

### Відомі мешканці монастиря
- Бенедикт Полак,
- Блажений Рафал Хиліньський,
- Йосиф Себастьян Пельчар
- Максиміліан Марія Кольбе (служив капланом 1919—1922)[7]